# Lista de departamentos de Honduras por IDH
Esta é uma lista de departamentos hondurenhos por Índice de Desenvolvimento Humano de 2019.
| Classificação                | Departamento                | IDH (2019)                  |
| Desenvolvimento humano alto  | Desenvolvimento humano alto | Desenvolvimento humano alto |
| ---------------------------- | --------------------------- | --------------------------- |
| 1                            | Francisco Morazan           | 0,705                       |
| Desenvolvimento humano médio |                             |                             |
| 2                            | Cortes                      | 0,676                       |
| 3                            | Atlántida                   | 0,661                       |
| 4                            | Ilhas da Baía               | 0,657                       |
| –                            | Honduras                    | 0,621                       |
| 5                            | Yoro                        | 0,620                       |
| 6                            | Cólon                       | 0,619                       |
| 7                            | Comayagua                   | 0,617                       |
| 8                            | Olancho                     | 0,602                       |
| 8                            | vale                        | 0,602                       |
| 10                           | Santa Barbara               | 0,600                       |
| 11                           | Ocotepeque                  | 0,588                       |
| 12                           | choluteca                   | 0,586                       |
| 12                           | El Paraíso                  | 0,586                       |
| 14                           | La Paz                      | 0,582                       |
| 15                           | Copán                       | 0,575                       |
| 16                           | Intibucá                    | 0,558                       |
| 17                           | Gracias a Dios              | 0,551                       |
| Desenvolvimento humano Baixo |                             |                             |
| 18                           | Lempira                     | 0,528                       |